# 비 방

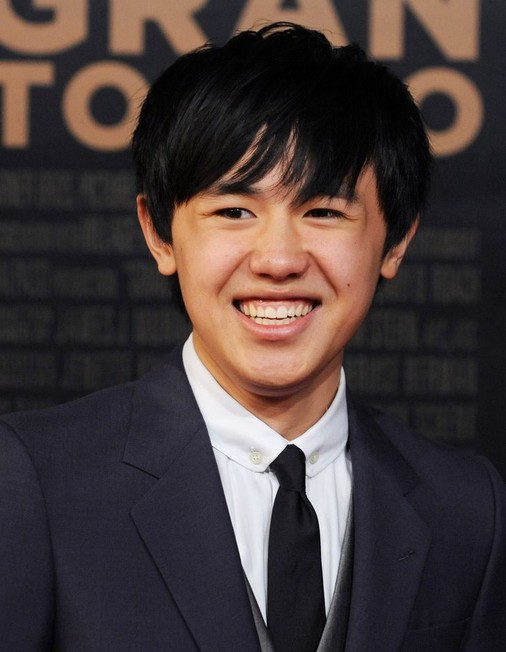

비 방(Bee Vang, 1991년 11월 4일 ~ )은 미국의 영화배우이다.
프레즈노에서 태어났다.

## 영화
- 그랜 토리노 (2008년) - 타오 방 로어 역
- 모던 패밀리 (2011년) - 비 방 역 (자기 자신)